# ストックトン (カリフォルニア州)

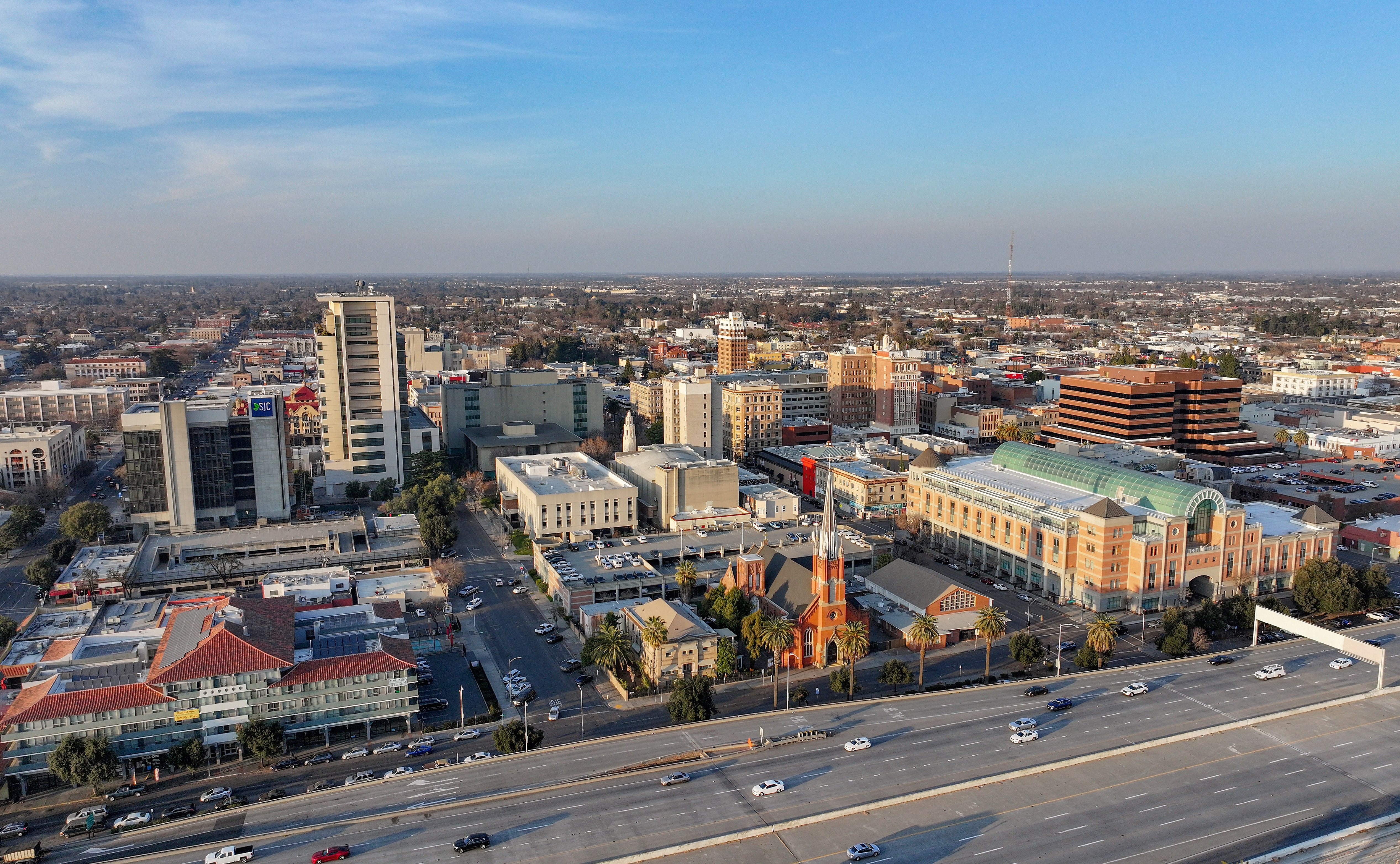
ダウンタウン

ストックトン（Stockton）は、アメリカ合衆国カリフォルニア州のサンホアキン郡にある都市。郡内最大の都市であり、郡庁所在地である。人口は32万0804人（2020年）でカリフォルニア州内で11番目に大きな都市である。周りは肥沃な農地に囲まれており、果物缶詰やワイン、乳製品などの食品工業が盛んである。
かつてはトゥーリーバーグという地名であったが、1847年に海軍の著名な軍人ロバート・ストックトンに因んで改名した。ゴールドラッシュ時には物資の補給基地として重宝された。

## 地理
ストックトンは北緯37度58分 西経121度18分 / 北緯37.967度 西経121.300度に位置している。

サンホアキン郡内の位置

アメリカ合衆国統計局によると、この都市は総面積144.9 km2 (56.0 mi2) である。このうち141.7 km2 (54.7 mi2) が陸地で3.2 km2 (1.2 mi2) が水地域である。総面積の2.22%が水地域となっている。

## 人口動勢
2000年国勢調査で、この都市は人口243,771人、78,556世帯、及び56,167家族が暮らしている。人口密度は1,720.4/km2 (4,455.7/mi2) である。579.0/km2 (1,499.6/mi2) の平均的な密度に82,042軒の住宅が建っている。この都市の人種的な構成は白人43.26%、アフリカン・アメリカン11.25%、先住民1.12%、アジア19.90%、太平洋諸島系0.40%、その他の人種17.31%、及び混血6.76%である。ここの人口の32.50%はヒスパニックまたはラテン系である。
78,556世帯のうち、40.8%が18歳未満の子供と一緒に生活しており、48.1%は夫婦で生活している。17.3%は未婚の女性が世帯主であり、28.5%は結婚していない。22.9%は1人以上の独身の居住者が住んでおり、8.6%は65歳以上で独身である。1世帯の平均人数は3.04人であり、結婚している家庭の場合は、3.59人である。
この都市内の住民は32.4%が18歳未満の未成年、18歳以上24歳以下が11.0%、25歳以上44歳以下が27.4%、45歳以上64歳以下が18.9%、及び65歳以上が10.2%にわたっている。中央値年齢は30歳である。女性100人ごとに対して男性は95.0人である。18歳以上の女性100人ごとに対して男性は91.0人である。
この都市の世帯ごとの平均的な収入は35,453米ドルであり、家族ごとの平均的な収入は40,434米ドルである。男性は35,181米ドルに対して女性は26,602米ドルの平均的な収入がある。この都市の一人当たりの収入 (per capita income) は15,405米ドルである。人口の23.9%及び家族の18.9%は貧困線以下である。全人口のうち18歳未満の32.8%及び65歳以上の11.9%は貧困線以下の生活を送っている。

## 高等教育
ストックトンは高等教育のいくつかの施設の本拠地である。それらはSan Joaquin Delta Community College、Humphrey's College and School of Law、及びパシフィック大学が含まれる。

## 交通
- アムトラックのサン・ホアキン
- アルタモント通勤急行

## 財政破綻

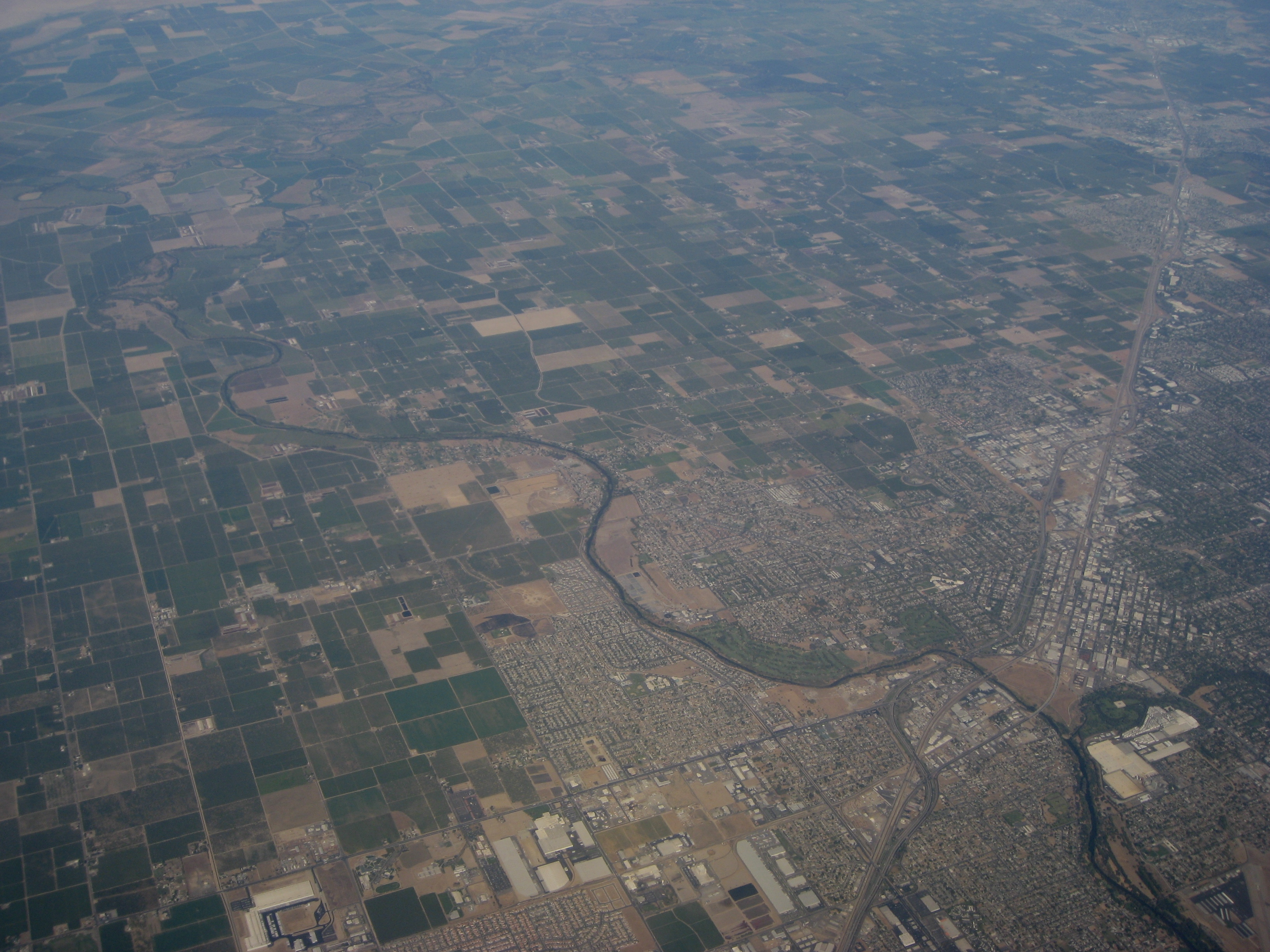
上空から

2012年6月28日、ストックトンは連邦倒産法第9章の適用を申請した。ストックトンはサンフランシスコのベッドタウンであるが、不動産価格の暴落により市の財政が長年にわたり不振が続いていたとされており、財政破綻したアメリカの自治体としては人口規模でそれまでで最大のものとなった（ただしその後、2013年7月のデトロイトの財政破綻によって凌駕された）。

## 有名なストックトン住民
- ニック・ディアス - 格闘家
- ネイト・ディアス - 格闘家
- Maxine Hong Kingston - 作家
- Daniel Goleman - 心理学者
- Alex Spanos - 実業界億万長者
- ジャネット・リー - 女優
- Benjamin Holt - 発明者
- デイヴ・ブルーベック - ジャズ・ミュージシャン
- Warren Atherton - 立法者/大統領アドバイザー
- James H. Budd - カリフォルニア州知事 (1895年 - 1899年)
- Amos Alonzo Stagg - フットボール・コーチ
- George Shima - 農業経営者
- クリス・アイザック - 歌手/俳優
- ペイヴメント - 有名なインディーズ・ロックバンド
- Grant-Lee Phillips - 歌手/作詞家；ロックバンド Grant Lee Buffalo メンバー
- Darrin Atkins - 作家及び小説家
- Leonard Gardner - 有名なボクシング本 "Fat City" の作者

## 姉妹都市
ストックトンは6つの国際的な姉妹都市提携を結んでいる
- イロイロ、フィリピン
- エンパルメ、メキシコ
- 静岡市、日本
- バタンバン、カンボジア
- パルマ、イタリア
- 仏山市、中華人民共和国